# La Roche-Vanneau
La Roche-Vanneau ist eine französische Gemeinde mit 137 Einwohnern (Stand 1. Januar 2022) im Département Côte-d’Or in der Region Bourgogne-Franche-Comté. Sie gehört zum Arrondissement Montbard und zum Kanton Montbard. 
Sie grenzt im Norden an Flavigny-sur-Ozerain, im Nordosten an Hauteroche, im Osten an Jailly-les-Moulins, im Südosten an Dampierre-en-Montagne, im Süden an Villeferry, im Südwesten an Brain und im Westen an Marigny-le-Cahouët. 

## Bevölkerungsentwicklung
| Jahr                       | 1962 | 1968 | 1975 | 1982 | 1990 | 1999 | 2008 | 2016 |
| -------------------------- | ---- | ---- | ---- | ---- | ---- | ---- | ---- | ---- |
| Einwohner                  | 160  | 163  | 147  | 136  | 172  | 142  | 139  | 149  |
| Quellen: Cassini und INSEE |      |      |      |      |      |      |      |      |